# Jose Maria Cuenco

Jose Maria Cuenco

Jose Maria Cuenco (Carmen, 19 mei 1885 - 8 oktober 1972) was een Filipijnse rooms-katholieke geestelijke. Hij was de eerste aartsbisschop van Jaro.

## Biografie
Jose Maria Cuenco werd geboren op 19 mei 1885 in Carmen in de provincie Cebu. Hij was het oudste kind uit een gezin van zestien van Mariano Albao Cuenco en Remedios Diosomito. Zijn vader was een journalist en kantoorklerk. Nadat hij in 1909 overleed werden Jose Maria en zijn broers en zussen door moeder grootgebracht. Twee van zijn jongere broers waren Mariano Cuenco en Miguel Cuenco, die later zouden worden gekozen tot respectievelijk senator en afgevaardigde. Jose Maria studeerde aan de Escuela de Latinidad van het Colegio de San Juan de Letran en het Colegio-Seminario de San Carlos, het tegenwoordige University of San Carlos. Aansluitend studeerde hij in de Verenigde Staten aan de University of Santa Clara en behaalde hij een doctoraat in de rechten aan Georgetown University in de Verenigde Staten. Van 1907 tot 1910 was Cuenco docent aan de Cebu Provincial High School.
Cuenco besloot uiteindelijk om geen carrière in de rechten te ambiëren en werd op 11 juni 1914 tot priester gewijd. In 1925 werd hij aangesteld als vicaris-generaal van Cebu. Later in 1933 volgde een aanstelling als priester van de nieuwe Santo Rosario-parochie in Cebu City. Op 22 november 1941 werd hij benoemd tot hulpbisschop van het bisdom van Jaro en titulair bisschop van Hemeria. Na het overlijden van de Amerikaanse bisschop James Paul McCloskey in 1945 volgde op 24 november 1945 een benoeming tot bisschop van Jaro. Toen het bisdom van Jaro in 1951 tot aartsbisdom werd verheven, werd Cuenco tot eerste aartsbisschop benoemd. Nadat Jaime Sin in 1967 was benoemd tot hulpbisschop van Jaro trok Cuenco zich steeds meer terug in zijn vertrekken waar hij werkte aan zijn memoires. Sin leidde in die periode in de praktijk reeds het aartsbisdom. 
In 1972 overleed Cuenco op 87-jarige leeftijd. Kort voor zijn overlijden werd zijn autobiografie gepubliceerd. Cuenco werd als aartsbisschop opgevolgd door Jaime Sin, die begin dat jaar reeds was benoemd tot aartsbisschop-coadjutor.